# Menandar
Menandar (Μένανδρος; Atena, 342. pr. Kr. - 291. pr. Kr.) bio je starogrčki komediograf, najpoznatiji uz Aristofana, predstavnik je nove vrste komedije, koja se zvala komedija situacije. Napisao je više od stotinu komedija od kojih je samo jedna potpuno sačuvana, a ostale su preživjele u fragmentima te u prijevodima Plauta i Terencija.

## Karakteristike
Napisao je stotine komedija, a najveći mu je rival bio Filemon. Menandar se smatrao boljim dramatičarem te je često znao upitati Filemona - "Nije li te sram kad me pobijediš?"
Divio se Euripidu kojeg je i oponašao u svojim promatranjima svakodnevnoga života, morala i u analiziranju emocija. Njegovi likovi govore suvremenim jezikom i ne brinu se o mitovima prošlosti nego sa svakodnevnim problemima atenskih ljudi. Njegove se radnje vrte oko mladića zaljubljenih u djevojke, neželjenih trudnoća, roditeljske brige za djecu, izgubljenih rođaka i raznih razuzdanih avantura.
Najpoznatije i jedino potpuno sačuvano djelo, otkriveno na papirusu 1957., zove se „Čovjekomrzac” (ὁ Δύσκολος). Poznato je i djelo „Parničari”, sačuvano u fragmentima. Od ostalih komedija poznati su nam tek neki očuvani dijelovi, "Samljanka", "Djevojka odrezane kose", "Štit", "Sikionci", "Omraženi".
Bio je velik uzor Plautu.

## Citati
- Živimo kako možemo, a ne kako želimo.
- Ništa nije korisnije od tišine.
- Sijeda kosa ne uzrokuje mudrost.
- Nijedan živi čovjek ne može reći "To se meni neće dogoditi."
- "Poznaj sebe samoga" jest ponekad prilično smiješna izreka. Korisnije je poznati vlastitoga susjeda.
- Oštri mač ranjava tijelo, a oštre riječi um.
- Umire mlad onaj kojeg bogovi vole.
- Nijedan se pošteni čovjek nije obogatio u kratkome razdoblju.
- Dobrom se voljom i upornošću sve može postići.
- Mudar čovjek ne govori više od onoga što je potrebno.
- Staro je drvo teško presaditi.
- Postoje tri opasnosti na koje čovjek mora paziti - more, vatra i žene.